# OH–58 Kiowa
Az OH–58 Kiowa könnyű felderítő és futárhelikopter, melyet az Amerikai Egyesült Államokban fejlesztettek ki és gyártottak. 1969-ben állt rendszerbe. Gyártója a Bell Helicopter. Jelenleg is a hadsereg alkalmazásában van, viszont 1989-ben befejezték a gyártását.